# Wchodzenie i schodzenie
Wchodzenie i schodzenie – druk litograficzny holenderskiego artysty M.C. Eschera, który po raz pierwszy wydrukował obraz w marcu 1960 roku.
Oryginalny druk ma wymiary 35,6 cm × 28,6 cm. Litografia przedstawia duży budynek zadaszony niekończącymi się schodami. Na schodach pojawiają się dwie linie identycznie ubranych mężczyzn, jedna grupa wznosi się, a druga schodzi. Dwie postacie siedzą z dala od ludzi na niekończących się schodach: jedna na odosobnionym dziedzińcu, druga na dolnym komplecie schodów. Podczas gdy większość artystów dwuwymiarowych używa względnych proporcji do stworzenia iluzji głębi, Escher wykorzystuje tu i gdzie indziej sprzeczne proporcje do stworzenia wizualnego paradoksu.
Na Wchodzenie i schodzenie wpłynęły i są artystyczną realizacją schodów Penrose'a, niemożliwego obiektu; Lionel Penrose po raz pierwszy opublikował swoją koncepcję w lutym 1958 roku w British Journal of Psychology. Temat ten Escher rozwinął jeszcze bardziej w swoim druku Wodospad, który ukazał się w 1961 roku.
Dwie koncentryczne procesje na schodach wykorzystują wystarczająco dużo ludzi, aby podkreślić brak pionowego wzniesienia i upadku. Ponadto, ze względu na zwięzłość tunik noszonych przez ludzi wyraźnie widać, że niektórzy idą w górę, a inni schodzą. Struktura ta jest osadzona w działalności człowieka. Pokazując niezobowiązujący rytuał tego, co Escher nazywa sektą "nieznaną", Escher dodał atmosferę tajemnicy do ludzi, którzy wspinają się i schodzą po schodach. Dlatego same schody stają się częścią tego tajemniczego wyglądu. Są to „wolni” ludzie, o których Escher powiedział: „Na razie ludzie odmawiają udziału w ćwiczeniach związanych z chodzeniem po schodach. Nie mają w ogóle z tego powodu żadnego pożytku, ale bez wątpienia prędzej czy później zostaną oni pociągnięci do odpowiedzialności za błędy związane z ich niezgodnością”.
Escher sugeruje, że nie tylko praca, ale i życie tych mnichów odbywa się w nieuchronnym, przymusowym i dziwacznym środowisku. Innym możliwym źródłem ludzkiego wyglądu jest holenderski idiom „praca mnicha”, który odnosi się do długiej i powtarzalnej pracy, bez żadnych praktycznych celów i rezultatów, a tym samym do czegoś zupełnie bezużytecznego.
Dwa wcześniejsze druki Eschera, na których znajdują się schody, to Dom Schodów i Relatywność.